# Saint-Crépin, Hautes-Alpes
Saint-Crépin är en kommun i departementet Hautes-Alpes i regionen Provence-Alpes-Côte d'Azur i sydöstra Frankrike. Kommunen ligger  i kantonen Guillestre som ligger i arrondissementet Briançon. År 2022 hade Saint-Crépin 716 invånare.

## Befolkningsutveckling
Antalet invånare i kommunen Saint-Crépin
Referens:INSEE